# 李仁記
李仁記（1919年—2001年2月8日），是一位臺灣臺南東山吉貝耍的尪姨。
李仁記是前一代尪姨中的代表，是地方的長老也是阿立母祭壇上的祭司，在平埔族的信仰中擔任人與神溝通的橋樑。從紀錄片中得知，她不是基督教中莊嚴的神職人員形象，也非佛教中令人肅然起敬的法師，李仁記尪姨用語與嗜好平易近人，例如在祭典的場面族人不聽話尪姨會大聲吆喝三字經，又或是平時總因難以控制的菸癮使香菸從不離身。

## 生平
1919年，李仁記出生於吉貝耍部落。
1936年，李仁記在十八歲時被「阿立母」選為其屬下，「選」的意思就是阿立母會與被選中的人有一些連結，譬如身穿白衣出現在她的窗前、出現在夢中。李仁記的父母親起初反對李仁記擔任尪姨，她本身也抗拒，並不了解祭典的儀式，但一到大公廨向阿立母祭拜後，卻開竅般領悟了。
1937年起，阿立母連續顯靈兩年多；期間，李仁記只靠喝水維持身體正常運作。
1940年，李仁記與駱易記結婚；不久，部落的尪姨過世，李仁記開始接手其工作。此後，李仁記在離家遠行前皆須「擲筶」請示阿立母同意，並於每月初一及十五打掃大公廨，為阿立母的壺瓶及向缸換水、換青，然後獻上檳榔，再行「三向禮」。平日，李仁記也待在住處為信眾進行收驚儀式，或以「謝籃」奉請祀瓶（阿立母的金身）前往各地為信眾「辦事」，以解決其疑難雜症。
1959年，李仁記在生下第八個孩子後成為全職尪姨。
晚年，李仁記仍持續不休於吉貝耍主持夜祭及哮海祭（嚎海祭）等重要祭典。2001年2月8日16時，李仁記因心臟麻痺過世。

## 家庭
李仁記與駱易記結婚並育有三子五女。

## 佚事
阿立母的懲罰
早期尪姨必須在每個月初一、十五到大公廨換青（更換祀壺上的澤蘭）。一次部落集體北上出遊，李仁記委請他人打掃，結果到了台北身體不適，送醫院也沒有好轉，族人趕緊把他帶回吉貝耍，回程一上高速公路李仁記就好了。後續尪姨去高雄處理委託人家中狀況，阿立母降靈後並非直接開始儀式，尪姨邊喊：「很愛玩嘛」，邊賞自己耳光，連續好幾分鐘，是阿立母懲罰責備李仁記，助手李朱龍趕緊向阿立母道歉、求情，入靈狀態的李仁記才停止自打嘴巴的行為。
離世
傳說李仁記原本只能活到七十八歲，但阿立母需要她繼續工作，於是幫她延壽五年。李仁記剛過八十三歲，在住家庭院走路時突然倒地不起，完全吻合生前曾說自己陽壽至八十三歲，所以族人都相信他是任務完成被阿立母召回了，而關於接班人問題，李仁記說：「以後誰來做尪姨，不是我能決定的。阿立母想找人還要告知天庭、地府，要調查這位人選為人處世」。

## 流行文化

### 紀錄片
- 木枝·籠爻，《吉貝耍與平埔阿嬤》(2000年)[8]

## 外部連結
- 受罰的李仁記尪姨| 吉貝耍部落資訊網 - 部落e樂園 （页面存档备份，存于）
- 《吉貝耍與平埔阿嬤》預告片- YouTube （页面存档备份，存于）
- 李仁記阿嬤 （页面存档备份，存于）